# Ross-on-Wye
Ross-on-Wye (wal. Rhosan ar Wy) – miasto w Anglii nad rzeką Wye, w południowo-wschodniej części hrabstwa Herefordshire, na północnym skraju lasu Forest of Dean.
Miejsce urodzenia Jamesa Cowlesa Pricharda (1786-1848), brytyjskiego lekarza i antropologa.